# Asia Artist Award
L'Asia Artist Award (abbreviato AAA) è una cerimonia di premiazione organizzata dal quotidiano economico della Corea del Sud Money Today e dai suoi marchi media globali StarNews e MTN. Onora risultati eccezionali e contributi internazionali di artisti asiatici in televisione, film e musica.
La cerimonia inaugurale si è tenuta il 16 novembre 2016 presso la Sala della Pace dell'Università Kyung Hee a Seul ed è stata trasmessa in diretta via satellite attraverso l'Asia.

## Edizioni
| Edizione | Data             | Location                              | Città         | Presentatori             | Note        | Lista vincitori |
| -------- | ---------------- | ------------------------------------- | ------------- | ------------------------ | ----------- | --------------- |
| 1ª       | 16 novembre 2016 | Sala della Pace, Università Kyung Hee | Seul          | Leeteuk e Lee Si-young   | [ 1 ]       | [ 2 ]           |
| 2ª       | 15 novembre 2017 | Jamsil Students' Gymnasium            | Seul          | Leeteuk e Lee Tae-im     | [ 3 ]       | [ 4 ] [ 5 ]     |
| 3ª       | 28 novembre 2018 | Namdong Gymnasium                     | Incheon       | Leeteuk e Lee Sung-kyung | [ 6 ] [ 7 ] | [ 8 ]           |
| 4ª       | 26 novembre 2019 | Mỹ Đình National Stadium              | Hanoi         | Leeteuk e Lim Ji-yeon    | [ 9 ]       | [ 10 ]          |
| 5ª       | 28 novembre 2020 | N.D.                                  | Corea del Sud | Leeteuk e Park Ju-hyun   | [ 11 ]      | [ 11 ]          |
| 6ª       | 2 dicembre 2021  | KBS Arena                             | Corea del Sud | Leeteuk e Jang Won-young | [ 12 ]      | [ 13 ]          |
| 7ª       | 13 dicembre 2022 | Nagoya Civic General Gymnasium        | Giappone      | Leeteuk e Jang Won-young | [ 14 ]      |                 |

## Categorie

### Gran Premio (Daesang)
- 2016
  - Televisione/Cinema: Cho Jin-woong per Signal
  - Musica: Exo per "Monster", "Lotto"
- 2017
  - Televisione/Cinema: Kim Hee-sun per Pum-wi-inneun geunyeo
  - Musica: Exo per "Ko Ko Bop", "Power"
- 2018
  - Televisione/Cinema: Lee Byung-hun per Mr. Sunshine
  - Musica: BTS per "Fake Love", "Idol"
- 2019
  - Televisione/Cinema: Jang Dong-gun
  - Musica: Twice (artista dell'anno), Got7 (esibizione dell'anno), Seventeen (album dell'anno per An Ode), Red Velvet (canzone dell'anno per Umpah Umpah)
- 2020
  - Televisione: Kim Soo-hyun per It's Okay to Not Be Okay
  - Cinema: Lee Jung-jae per Daman ag-eseo guhasoseo
  - Musica: Twice (artista dell'anno), Got7 (esibizione dell'anno), NCT (album dell'anno per NCT 2020 Resonance Pt. 1), Monsta X (palco dell'anno), Lim Young-woong (trot dell'anno), BTS (canzone dell'anno per Dynamite)
- 2021
  - Televisione: Lee Seung-gi
  - Cinema: Lee Jung-jae (attore dell'anno), Yoo Ah-in (attore cinematografico dell'anno)
  - Musica: BTS (canzone dell'anno per Butter), NCT 127 (album dell'anno), Stray Kids (esibizione dell'anno), Lim Young-woong (trot dell'anno), Seventeen (cantante dell'anno), Aespa (palco dell'anno)

### Miglior artista
- 2016
  - Televisione/Cinema: Park Hae-jin per Cheese in the Trap, Park Shin-hye per Doctors
  - Musica: BTS per "Fire" e "Blood Sweat & Tears", Twice per  "Cheer Up" e "TT"
- 2017
  - Televisione/Cinema: Namkoong Min per Kim gwajang, Park Hae-jin per Man to Man, Im Yoon-ah per Wang-eun saranghanda
  - Musica: Seventeen per "Don't Wanna Cry", "Clap"
- 2018
  - Televisione/Cinema: Ha Jung-woo
  - Musica: Twice, Wanna One, Seventeen
- 2019
  - Televisione: Park Min-young
  - Cinema: Im Yoon-ah
  - Musica: Zico
- 2020
  - Televisione/Cinema: Seo Ye-ji, Lee Joon-gi
  - Musica: Mamamoo, NCT 127
- 2021
  - Televisione/Cinema: Jeon Yeo-been, Han So-hee
  - Musica: BamBam, Enhypen, Brave Girls

### Miglior celebrità
Noto con il nome di Asia Celebrity dal 2019.
- 2016
  - Televisione/Cinema: Jin Goo per Tae-yang-ui hu-ye , Namkoong Min per Remember - Adeur-ui jeonjaeng , Kim Ji-won per Tae-yang-ui hu-ye
  - Musica: VIXX per "Dynamite" e "Fantasy", AOA per "Good Luck"
- 2017
  - Televisione/Cinema: Lee Jun-ho per Kim gwajang , Park Min-young per 7ir-ui wangbi
  - Musica: VIXX per "Shangri-La", Apink per "FIVE"
- 2018
  - Televisione/Cinema: Suzy
- 2019
  - Televisione/Cinema: Park Min-young, Ji Chang-wook
  - Musica: NU'EST, Red Velvet
- 2020
  - Televisione/Cinema: Lee Joon-gi
  - Musica: WayV, Kang Daniel
- 2021
  - Televisione/Cinema: Yoo Ah-in, Vachirawit Chiva-aree, Metawin Opas-iamkajorn
  - Musica: BamBam, The Boyz

### Principiante dell'anno
- 2016
  - Televisione/Cinema: Ryu Jun-yeol per Eungdaphara 1988 , Nana per Good Wife
  - Musica: NCT 127 per "Firetruck"; Blackpink per  "Whistle", "Boombayah", "Stay", "Playing With Fire"
- 2017
  - Televisione/Cinema: Ahn Hyo-seop per Abeojiga isanghae , Jung Chae-yeon per Dasi mannan segye
  - Musica: Wanna One per "Burn It Up", "Energetic", "Beautiful"; Pristin per "Wee Woo", "We Like"; Kard per "Oh NaNa", "Don't Recall", "Rumor", "Hola Hola"
- 2018
  - Televisione/Cinema: Kim Da-mi, Jang Ki-yong
  - Musica: The Boyz per "Boy" , "Giddy Up" , "Right Here" & "No Air"; Stray Kids per "Hellevator" , "District 9" , "My Pace" , "i am YOU" & "Get Cool"; (G)I-dle per "LaTaTa" , "HANN" & "POP/STAR" (KDA); Iz One per "La Vie En Rose"
- 2019
  - Televisione/Cinema: Ong Seong-woo
  - Musica: AB6IX, Itzy, TXT
- 2020
  - Televisione/Cinema: Han So-hee, Lee Jae-wook
  - Musica: Treasure, Secret Number
- 2021
  - Televisione/Cinema: Lee Do-hyun
  - Musica: Enhypen, Aespa

### Miglior icona
- 2016
  - Televisione/Cinema: Kim Yoo-jung per Gureumi geurin dalbit
  - Musica: BTS per "Fire", "Blood Sweat & Tears"
- 2017
  - Televisione/Cinema: Seo Kang-joon
  - Musica: Crush per "Outside", Mamamoo per "Yes I Am", Hwang Chi-yeul per "A Daily Song"
- 2018
  - Televisione/Cinema: Choi Tae-joon, Kim Myung-soo
  - Musica: Monsta X per  "Shoot Out", Momoland per "Bboom Bboom" & "BAAM"
- 2019
  - Televisione/Cinema: Choi Si-won, Jung Hae-in
  - Musica: Chungha, Seventeen
- 2020
  - Televisione/Cinema: Lee Joo-young
  - Musica: AB6IX, Pentagon
- 2021
  - Televisione/Cinema: Ryu Kyung-soo
  - Musica: Woodz

### Premi popolarità
I premi vengono assegnati in base ai voti dei fan da diversi sponsor.
- 2016
  - Televisione/Cinema: Baekhyun per Dar-ui yeon-in - Bobogyeongsim ryeo , Im Yoon-ah per The K2
  - Musica: Exo per "Monster", "Lotto"
- 2017
  - Televisione/Cinema: D.O. per Hyeong , Im Yoon-ah
  - Musica: Exo per "Ko Ko Bop", "Power"
- 2018
  - Televisione/Cinema: Oh Se-hun, IU per Na-ui ajeossi
  - Musica: BTS per "Fake Love", "Idol"
- 2019
  - Musica: Kang Daniel, Stray Kids, Loona
- 2020
  - Televisione/Cinema: Song Ji-hyo, Park Jin-young
  - Musica: BTS, Twice, Lim Young-woong
- 2021
  - Televisione/Cinema: Song Ji-hyo, Kim Seon-ho (due statuette), Jung Ho-yeon
  - Musica: Lim Young-woong (due statuette), Exo, Twice, CL, BTS, Blackpink, IU

### Choice Award
- 2016: Sung Hoon, Lee Si-young, Dynamic Duo
- 2017: Min Hyo-rin, Lee Tae-im, Kent Tsai, Just Jerk
- 2018: Snuper, Jasper Liu, Kwak Si-yang, Jung Jin-young
- 2019: Momoland, Ahn Hyo-seop, Lee Jung-eun
- 2020
  - Musica: Itzy, The Boyz
  - Televisione/Cinema: Ahn Bo-hyun, Park Ju-hyun
- 2021
  - Musica: Pentagon, Momoland, Golden Child
  - Televisione/Cinema: Lee Joon-young, Joo Suk-tae

### New Wave Award
- 2017
  - Televisione/Cinema: Choi Tae-joon, Gong Seung-yeon, Shin Hyun-soo
  - Musica: Snuper per "Back:Hug", "The Stars of Stars"; Astro per "Again", "Baby", "Crazy Sexy Cool"; The Rampage from Exile Tribe per "100Degrees"
- 2018
  - Televisione/Cinema: Kim Seol-hyun
  - Musica: Kard per "Ride On The Wind", Cosmic Girls per "Dreams Come True" & "Save Me Save You", Gugudan per "The Boots" , "SEMINA" (GU9UDAN SEMINA) & "Not The Type"
- 2021
  - Televisione/Cinema: Na In-woo
  - Musica: STAYC, Weeekly

### Miglior creatore
- 2017: Shin Won-ho per la serie Eungdaphara
- 2018: Won Dong-yeon
- 2021: Brave Brothers
- 2023: 3Racha

### Premio favoloso
- 2017
  - Televisione/Cinema: Park Seo-joon per Ssam my way , Lee Joon-gi per Criminal Mind
  - Musica: Exo per "Ko Ko Bop", "POWER"; Super Junior per "One More Chance", "Black Suit"
- 2018
  - Televisione/Cinema: Lee Byung-hun per Mr. Sunshine , Ha Jung-woo per Singwahamkke: Joe-wa beol
  - Musica: BTS per "Idol" ,"Fake Love"; Twice per "What Is Love" , "Dance The Night Away" & "Yes Or Yes"
- 2021
  - Televisione/Cinema: Lee Jung-jae
  - Musica: Seventeen

### Focus Award
- 2018
  - Televisione/Cinema: Kim Yong-ji, Jin Ju-hyung, Shin Hyun-soo
  - Musica: D-Crunch per "Palace" & "Stealer", W24 per "Get The Jumper Out" & "Sosime"
- 2019
  - Televisione/Cinema: Lee Jung-eun
  - Musica: Dongkiz, Loona
- 2020
  - Televisione/Cinema: Ahn Eun-jin
  - Musica: Alexa, Oneus
- 2021
  - Televisione: Doyoung degli NCT, Park Gun-il
  - Musica: DKB, Kingdom, Blitzers

### Miglior emotivo
- 2018: Jung Hae-in, Lee Jun-ho, Lee Sung-kyung
- 2019: Lim Ji-yeon, Kang Daniel
- 2020
  - Televisione/Cinema: Kim Seon-ho, Ahn Bo-hyun
  - Musica: (G)I-dle, NCT Dream
- 2021
  - Televisione/Cinema: Cha Eun-woo, Moon Ga-young
  - Musica: WJSN Chocome, Kwon Eun-bi

### Potential Award
- 2019
  - Televisione/Cinema: Jung Hae-in
  - Musica: Kang Daniel, Snuper
- 2020
  - Televisione/Cinema: Park Jin-young, Kim Hye-yoon
  - Musica: Iz*One, Cravity
- 2021
  - Televisione/Cinema: Minhyun dei NUEST
  - Musica: Alexa, T1419

### AAA Hot Issue/Trend
- 2020
  - Televisione/Cinema: Seo Ye-ji e Kim Soo-hyun per It's Okay to Not Be Okay
  - Musica: Itzy, Lim Young-woong
- 2021
  - Televisione/Cinema: Lee Jung-jae
  - Musica: Brave Girls, Aespa

### Categorie solo televisive/cinematografiche

#### Miglior attore
- 2018: Ju Ji-hoon, Yoo Yeon-seok, IU
- 2019: Ji Chang-wook
- 2020: Lee Sung-kyung, Ahn Hyo-seop
- 2021: Park Joo-mi, Heo Sung-tae, Kim Joo-ryoung

#### AAA Scene Stealer
- 2019: Lee Jung-eun, Lee Kwang-soo
- 2020: Kim Min-jae
- 2021: Cha Ji-yeon

#### Premio miglior recitazione
- 2020: Lee Joon-hyuk, Jeon Mi-do
- 2021: Kwon Yu-ri, Sung Hoon, Kitamura Takumi

### Categorie solo musicali

#### Miglior colonna sonora
- 2016: Gummy per "You Are My Everything" (Tae-yang-ui hu-ye) e "Moonlight Drawn By Clouds" (Gureumi geurin dalbit)
- 2017: Ailee per "I Will Go to You Like the First Snow" (Sseulsseulhago challanhasin - Dokkaebi)
- 2021: Lim Young-woong per "Love Always Run Away" (Sinsa-wa agassi)

#### Miglior produttore
- 2016: Bang Si-hyuk (Big Hit Entertainment)
- 2018: Pdogg (Big Hit Entertainment)
- 2019: Zico
- 2021: Woozi

#### Miglior storia della canzone
- 2018: Se7en
- 2020: Super Junior
- 2021: Sandaime J Soul Brothers degli Exile Tribe

#### Miglior musicista
- 2018: Zico, iKon
- 2019: NU'EST
- 2020: Kang Daniel, Iz*One, Song Ga-in
- 2021: Kang Daniel, Itzy, Astro, Wonho, The Boyz

#### AAA Groove
- 2019: (G)I-dle, Stray Kids
- 2020: BigMan

#### Miglior video musicale
- 2020: Stray Kids
- 2021: Everglow

#### Miglior artista pop
- 2020: Max, Anne-Marie

#### Best of Best
- 2020: BTS

#### Miglior traguardo
- 2021: NU'EST

### Categorie cessate

#### Premio nuovo attore
- 2016: Lee Jung-shin, Kwak Si-yang

#### Premio stella Baidu
- 2016: Exo

#### Asia Star Award
- 2016
  - Televisione/Cinema: Park Bo-gum e Im Yoon-ah
  - Musica: Exo per "Monster", "Lotto"
- 2017
  - Televisione/Cinema: Suzy per Dangsin-i jamdeun sa-i-e

#### Miglior intrattenitore
- 2016
  - Televisione/Cinema: Seo Kang-joon per Cheese in the Trap, Nam Ji-hyun per Shopping wang Louis
  - Musica: B.A.P per "Feel So Good", "That's My Jam", "Skydive"; Mamamoo per "1cm Taller Than You", "You're The Best", "Decalcomanie"
- 2017
  - Televisione/Cinema: Sung Hoon, Kim Tae-ri
  - Musica: NU'EST W per "If You", "Where You At"; Monsta X per "Beautiful", "Shine Forever", "Dramarama"; Bolbbalgan4 per "Tell Me You Love", "Hard To Love", "We Loved", "Some", "Fix Me"

#### Miglior star
- 2016
  - Televisione/Cinema: Park Bo-gum per Eungdaphara 1988 e Gureumi geurin dalbit ; Bae Suzy per Hamburo aeteuthage
  - Musica: Seventeen per "Pretty U" e "Very Nice", Block B per "Toy"
- 2017
  - Televisione/Cinema: Park Seo-joon per Ssam, my way , Ryu Jun-yeol per Taxi unjeonsa
  - Musica: Zico per "Artist", 7Senses (SNH48) per "Like A Diamond"

#### Premio stella nascente
- 2016: Cosmic Girls, Han Dong-geun, Boys and Men, Park Hye-su, Shin Hyun-soo, Chi Pu
- 2017: JBJ, DIA, Jeong Se-woon, Gugudan, Momoland, Kang Tae-oh, Ji Soo, Seo Eun-soo
- 2018 (Rising Award)
  - Televisione/Cinema: Cha Eun-woo per Nae IDneun Gangnam mi-in , Jung In-sun per Eurachacha Waikiki
  - Musica: Fromis 9 per "Glass Shoes" , "To Heart" , "DKDK" & "Love Bomb", SF9 per "Mammamia" & "Now Or Never"

#### Icona asiatica
- 2017: Park Shin-hye

#### Miglior benvenuto
- 2017: Lee Seung-gi

#### Premio leggenda
- 2017: Super Junior

#### Samsung Pay Award
- 2017: Wanna One

#### Artista dell'anno
- 2018
  - Televisione/Cinema: Lee Sung-kyung, Lee Jun-ho, Ryu Jun-yeol, IU, Jung Hae-in, Lee Seung-gi, Ju Ji-hoon, Yoo Yeon-seok, Ha Jung-woo, Lee Byung-hun
  - Musica: Zico, Wanna One, iKON, Twice, Seventeen, Monsta X, Mamamoo, Got7, NU'EST W, Lee Sun-mi, BTS

#### Asia Hot Artist
- 2018
  - Televisione/Cinema: IU
  - Musica: Wanna One per "I.P.U" , "Boomerang" , "Forever & A Day" (Lean On Me) , "11" (No.1) . "Sandglass" (The Heal) , "Kangaroo" (Triple Position), "Light" & "Spring Breeze"

#### Best Popular Award
- 2018
  - Televisione/Cinema: Ryu Jun-yeol, Lee Seung-gi
  - Musica: Got7

#### Eco Creator Award
- 2018: Park Hae-jin

#### Miglior musica
- 2018: NU'EST W, Mamamoo, Lee Sun-mi

#### Miglior direttore di performance
- 2018: Son Sung-deuk

#### Premio brillante
- 2018: Choi Min-ho, Lee Da-hee, AOA

#### Premio preferito
- 2018
  - Televisione/Cinema: Sung Hoon
  - Musica: Chungha per "Roller Coaster" & "Love U"

#### Premio apprezzamento del turismo coreano
- 2018
  - Televisione/Cinema: Lee Byung-hun
  - Musica: BTS per "Idol", "Fake Love"

#### Trend Award
- 2018: Jung Hae-in, Im Yoon-ah

#### AAA Best K-Culture
- 2019
  - Televisione/Cinema: Lee Kwang-soo
  - Musica: Got7

#### AAA Top of Kpop Record
- 2019: Super Junior

#### AAA X Dongnam Media & FPT Polytechnic Popularity
- 2019
  - Televisione/Cinema: Oh Se-hun, Song Ji-hyo
  - Musica: Super Junior

#### Miglior artista social
- 2019
  - Televisione/Cinema: Im Yoon-ah
  - Musica: Twice, Seventeen

#### Miglior artista vietnamita
- 2019
  - Televisione/Cinema: Quốc Trường, Bảo Thanh
  - Musica: Bích Phương